# Aspidochirotida
Los aspidoquirótidos (Aspidochirotida) son un orden de equinodermos holoturoideos. Los tentáculos son en forma de placa y poseen árboles respiratorios. El anillo calcáreo carece de proyecciones posteriores. La pared del cuerpo es en general blanda y flexible. La mayoría de las especies viven en aguas superficiales, aunque una familia es exclusiva de aguas profundas. Hay unas 340 especies en 35 géneros y 3 familias.

## Taxonomía
Los aspidoquirótidos incluyen tres familias:
- Synallactidae
- Stichopodidae
- Holothuriidae